# Starosillea, Andrușivka
Starosillea (în ucraineană Старосілля) este un sat în comuna Stara Kotelnea din raionul Andrușivka, regiunea Jîtomîr, Ucraina.

## Demografie
Componența lingvistică a localității Starosillea
     Ucraineană (99,02%)
     Alte limbi (0,97%)
Conform recensământului din 2001, majoritatea populației localității Starosillea era vorbitoare de ucraineană (99,02%), existând în minoritate și vorbitori de alte limbi.